# 藍橋月冷
《藍橋月冷》是一部1975年的臺灣古裝鬼片，由姚鳳磐導演，秦夢、陳麗雲、龍宣以及江長文領銜主演。《秋燈夜雨》大賣後，導演乘勝追擊拍攝了同樣取材自《聊齋志異》的《寒夜青燈》和本片。這些片在臺灣保存不善，幾近失傳。倒是香港TVB曾購入播映權，於近幾年在翡翠台重播。

## 劇情簡介
作惡多端的富家土豪嚴思復企圖非禮在湖面划着船採取蓮藕的端娘，端娘掙扎時掉入湖中溺斃。事情敗露後，端娘的祖母錢婆婆和兄長小乙子準備去縣衙告狀。思復欲將殺人罪嫁禍給戚秀才不果，便讓管家嚴喜僱殺手單超殺死錢婆婆和小乙子。並以銀錢賄賂保正，製造謠言說是外地強盜殺了錢婆婆祖孫二人。戚秀才決定查出錢家三口冤情，被思復一行人動手惡打。夜裡端娘鬼魂來訪，告知戚秀才思復就是所有罪行的主謀，並道善有善報，惡有惡報，她會讓思復得到應有的下場。

## 演員
- 秦夢 飾 端娘
- 陳麗雲 飾 錢婆婆
- 龍宣 飾 嚴思復
- 江長文 飾 戚秀才
- 田野 飾 保正
- 高幸枝 飾 保正之妻
- 王菲
- 方心
- 范凌
- 喬宏
- 廣宗華
- 施心慧
- 鄭仲達
- 鄒忠義

## 外部連結
- 香港影庫上《藍橋月冷》的資料（繁體中文）
- 互联网电影数据库（IMDb）上《藍橋月冷》的资料（英文）